# Вешхляс (гміна)
Гміна Вешхляс (пол. Gmina Wierzchlas) — сільська гміна у центральній Польщі. Належить до Велюнського повіту Лодзинського воєводства.
Станом на 31 грудня 2011 у гміні проживало 6587 осіб.

## Площа
Згідно з даними за 2007 рік площа гміни становила 119.20 км², у тому числі:
- орні землі: 60.00%
- ліси: 35.00%

Таким чином, площа гміни становить 12.85% площі повіту.

## Населення
Станом на 31 грудня 2011:
| Опис     | Загалом | Загалом | Чоловіки | Чоловіки | Жінки | Жінки |
| -------- | ------- | ------- | -------- | -------- | ----- | ----- |
| одиниця  | осіб    | %       | осіб     | %        | осіб  | %     |
| все      | 6587    | 100     | 3285     | 49.87    | 3302  | 50.13 |
| міське   | 0       | 100     | 0        |          | 0     |       |
| сільське | 6587    | 100     | 3285     | 49.87    | 3302  | 50.13 |

## Сусідні гміни
Гміна Вешхляс межує з такими гмінами: Велюнь, Дзялошин, Осьякув, Понтнув, Семковіце.